# 第56屆威尼斯影展
第56屆威尼斯影展（義大利語：56ª Mostra internazionale d'arte cinematografica di Venezia），於1999年9月1日至9月11日於義大利威尼斯舉辦，評審團主席則由南斯拉夫導演艾米尔·庫斯杜力卡擔任。

## 評審團
- 艾米尔·庫斯杜力卡：導演。（評審團主席）[3]
- 馬可·貝羅奇奧：導演。
- 張曼玉：演員。
- 強納森·寇（英语：Jonathan Coe）：影評。
- 尚·杜榭（法语：Jean Douchet）：影評。
- 市山尚三（日语：市山尚三）：影評。
- 阿圖洛·瑞斯坦（西班牙语：Arturo Ripstein）：導演。
- 辛蒂·雪曼：攝影師、導演。

## 官方單元

### 正式競賽
| 片名             | 原文片名                   | 導演                   | 製作國        |
| ---------------- | -------------------------- | ---------------------- | ------------- |
| 《直到明天》     | A domani                   | 強尼·贊納西            | 義大利        |
| 《風帶著我來》   | باد ما را خواهد برد        | 阿巴斯·基阿魯斯塔米    | 伊朗          |
| 《無熱情之人》   | Appassionate               | 托尼洛·狄·柏納迪       | 義大利        |
| 《心塵往事》     | The Cider House Rules      | 萊思·霍斯壯            | 美国          |
| 《謊言》         | 거짓말                     | 張善宇                 |               |
| 《過年回家》     | 《過年回家》               | 張元                   | 中国          |
| 《聖煙烈情》     | Holy Smoke!                | 珍·康萍                | 、 美国       |
| 《耶穌之子》     | Jesus' Son                 | 愛麗森·麥可琳          | 加拿大、 美国 |
| 《我們的邪惡》   | Mal de Nós                 | 艾爾伯托·西薩斯·桑托斯 | 葡萄牙        |
| 《北部城市》     | Nordrand                   | 芭芭拉·亞伯特          | 奥地利        |
| 《沒有醜聞》     | Pas de scandale            | 班諾·賈克              | 法國          |
| 《空白日子》     | Rien à faire               | 瑪莉詠·費赫努          | 法國          |
| 《酣歌唱戲》     | Topsy-Turvy                | 麥克·李                | 英国          |
| 《一個人的生命》 | Tydzień z życia mężczyzny  | 澤西·史杜爾            | 波蘭          |
| 《情事》         | Une liaison pornographique | 弗雷德里克·方泰納      | 法國          |
| 《威尼斯計畫》   | The Venice Project         | 羅伯·道漢林            | 奥地利、 美国 |
| 《一個都不能少》 | 《一個都不能少》           | 張藝謀                 | 中国          |
| 《冬夜晚風》     | Le vent de la nuit         | 菲利普·卡黑            | 法國          |

## 得獎名單

### 正式競賽單元
- 金獅獎：《一個都不能少》 - 張藝謀
- 評審團特別獎：《風帶著我來（英语：The Wind Will Carry Us）》 - 阿巴斯·基阿魯斯塔米
- 最佳導演銀獅獎：張元 - 《過年回家》
- 最佳男演员奖：吉姆·布洛班特 - 《酣歌唱戲（英语：Topsy-Turvy）》
- 最佳女演員獎：娜塔莉·貝伊 - 《情事》
- 最佳新演員獎：妮娜·普洛（德语：Nina Proll） - 《北部城市（德语：Nordrand）》

### 會外獎項
- 費比西國際影評人獎：《風帶著我來（英语：The Wind Will Carry Us）》 - 阿巴斯·基阿魯斯塔米

## 外部連結
- 官方网站